# Ahmet Yıldırım
Ahmet Yıldırım (* 25. Februar 1974 in Amasya) ist ein ehemaliger türkischer Fußballspieler und -trainer. Er wird mit den Vereinen Galatasaray Istanbul und Beşiktaş Istanbul assoziiert. Bei Galatasaray war er Teil jener Mannschaft, die von Fan- und Vereinsseite als legendär bezeichnet wird und im Jahr 2000 UEFA-Pokal-Sieger der Saison 1999/00, türkischer Double-Sieger, UEFA-Super-Cup-Sieger und Viertelfinalist der UEFA Champions League der Saison 2000/01 wurde. Mit der Türkischen Nationalmannschaft nahm er am Konföderationen-Pokal 2003 teil und erreichte den 3. Platz.

## Spielerkarriere

### Verein
Yıldırım begann mit dem Profifußball beim Zweitligisten Izmirspor. In seiner ersten Spielzeit bei Izmirspor spielte er bei drei Ligapartien. In der zweiten Saison erkämpfte er sich schnell einen Stammplatz und avancierte zu den Shootingstars der Liga. So fiel er auch den Verantwortlichen von Fenerbahçe Istanbul auf und wechselte zum Sommer 1993 zu diesem Klub. Hier wurde er vom Trainerstab für noch nicht ausreichend befunden und an die Reservemannschaft abgegeben. Nach einem Spiel für die Reserve wurde er für die Spielzeit 1993/94 an den Erstligisten Samsunspor ausgeliehen. Hier spielte er eine Spielzeit lang, absolvierte neun Erstligaspiele und beendete mit Samsunspor die Liga auf dem 5. Tabellenplatz.
Nachdem er zum Sommer 1994 wieder zu Fenerbahçe zurückgekehrt war, wurde er zum Verkauf aufgestellt. So wechselte er für die anstehende Saison zum Hauptstadtverein MKE Ankaragücü. Bei diesem Verein schaffte er es auf Anhieb in die Stammformation und etablierte sich schnell zum Leistungsträger. Durch seine Leistungen fiel er auch den Trainern der Türkischen U-21-Nationalmannschaft auf. Zur Saison 1998/99 verließ Yıldırım nach vier Jahren Ankaragücü und wechselte zum Ligakonkurrenten İstanbulspor. Auch bei diesem Verein gelang ihm schnell der Sprung in die Startelf.
Bereits nach einem Jahr für Istanbulspor verließ er diesen Verein und wechselte zum Istanbuler Spitzenklub Galatasaray. Der Trainer Galatasarays, Fatih Terim, suchte eine gute Alternative für die defensiven Mittelfeldspieler Okan Buruk und Suat Kaya und veranlasste daher die Vereinsführung zur Verpflichtung Yıldırıms. Bei Galatasaray kam er schnell zu Spieleinsätzen. Da Terim aufgrund der Dreifachbelastung von Türkischer Liga, Türkischem Pokal und Champions League und wegen der Laufintensivität, die auf die Defensivspieler in seinem System abfällt, auf diesen Positionen häufig rotieren ließ, kam Yıldırım nahezu jede Woche zu Spieleinsätzen. Mit dem Start der Rückrunde erhielt er sogar phasenweise einen Stammplatz und spielte in nahezu allen Wettbewerben. Seine Mannschaft hatte in der Hinrunde in der Champions League einen unglücklichen Start und sich im letzten Gruppenspiel durch einen 3:2-Heimsieg gegen AC Mailand den 3. Tabellenplatz gesichert und sich so für die Teilnahme am UEFA-Pokal qualifiziert. Hier schaltete man nacheinander FC Bologna, Borussia Dortmund, RCD Mallorca und Leeds United aus und traf im Finale auf den FC Arsenal. In einem sehr umkämpften Spiel gewann man durch Elfmeterschießen als erste türkische Mannschaft überhaupt einen europäischen Wettbewerb im Vereinsfußball, den UEFA-Pokal der Saison 1999/2000. Zudem gewann man durch die Titelverteidigung in der Türkischen Meisterschaft das vierte Mal in Folge dieses Trophäe und stellte einen neuen Rekord auf. Zudem gelang durch den Gewinn des Türkischen Pokals das Double im türkischen Fußball.
Für die anstehende Saison verließ Terim nach vier Jahren Galatasaray und übernahm den AC Florenz. Auf Terim folgte bei den Rot-Gelben der rumänische Trainer Mircea Lucescu. Unter diesem Trainer erhielt Yıldırım nicht mehr die Spieleinsätze wie unter Terim. Zu Saisonbeginn gewann Galatasaray den UEFA-Super-Cup und schaffte erneut ein Novum in der Vereinsgeschichte und auch im türkischen Fußball. Im Finale setzte man sich durch ein Golden Goal gegen Real Madrid durch. In der Liga misslang die Titelverteidigung und so wurde man Vizemeister.
Im Sommer 2001 erlebte man bei Galatasaray eine große Revision innerhalb der Mannschaft. So verließ ein Großteil der Spieler die Mannschaft, die in den Jahren zuvor die größten Erfolge der Vereinsgeschichte erreicht hatte. Unter den Spielern, die den Verein verließen, waren unter anderem Cláudio Taffarel, Gheorghe Popescu, Emre Belözoğlu, Okan Buruk, Mário Jardel, Gheorghe Hagi und Ümit Davala. Auf die Liste der Spieler, die den Verein verlassen sollten, wurde auch Yıldırım gesetzt. So wurde Yıldırım gegen Ayhan Akman ausgetauscht und wechselte so zum Stadtrivalen Beşiktaş Istanbul. Obwohl Yıldırım sich anfangs weigerte, stimmte er später dem Wechsel zu. Er betonte, dass er Galatasaray nicht verlassen wollte, und machte den Trainer Lucescu für seinen Abschied verantwortlich. Lucescu selbst meinte zu dem Wechsel, dass er Yıldırım nicht gehen lassen wollte und dass der Wechsel ein Missverständnis mit der Vereinsführung war. Bei Beşiktaş fand Yıldırım schnell in die Mannschaft, stieg hier auch zum Nationalspieler auf. Die erste Saison beendete er mit seinem Team auf dem 3. Tabellenplatz und erreichte im Türkischen Pokal das Finale. In der Finalbegegnung unterlag man Kocaelispor mit 0:4 und ging die Spielzeit 2001/02 ohne Titel aus. In der neuen Saison feierte sein Klub 100-jähriges Bestehen und so investierte die Vereinsführung viel in die Mannschaft. Als Trainer wurde der Rumäne Mircea Lucescu vorgestellt. Dieser hatte in der vergangenen Saison mit Galatasaray die türkische Meisterschaft gewonnen, wurde aber durch die anstehende Rückkehr von Fatih Terim, durch das Auslaufen seines Vertrages, freigestellt. In der Saison 2002/03 lieferte man sich mit Galatasaray einen langen Meisterschaftskampf, den man zum Saisonende für sich entschied. Da Beşiktaş seit neun Jahren nicht mehr Meister wurde und es die Meisterschaft zum 100-jähriges Bestehen war, hatte diese Meisterschaft für den Verein und ihre Fans eine symbolische Bedeutung. Yıldırım spielte nach diesem Erfolg zwei weitere Spielzeiten für Beşiktaş, blieb aber wie seine Mannschaft hinter den Erwartungen zurück.
Zur Spielzeit 2005/06 wechselte Yıldırım zum Hauptstadterstligisten Ankaraspor und spielte hier eine Saison. Für die Saison 2006/07 übernahm ein Mäzen den Drittligisten Etimesgut Şekerspor und versuchte durch das Anwerben von Stars den Verein in die TFF 1. Lig und danach in die Süper Lig zu führen. So verpflichtete man unter anderem solche Stars wie Sergen Yalçın, Ahmet Dursun, Tamer Tuna, Faruk Sarman, Nuri Çolak und Evren Turhan zu dem Hauptstadtklub. Unter den Spielern, die zu Şekerspor wechselten, befand sich auch Yıldırım. Nachdem zum Saisonende der Aufstieg in die 1. Lig misslang, wurde die Mannschaft wieder aufgelöst. So verließ auch Yıldırım den Verein Richtung Zweitligist Malatyaspor. Hier saß er überwiegend auf der Ersatzbank und kam nur sechs Mal zu Spieleinsätzen. Zur Saison 2008/09 wechselte er erneut die Mannschaft und heuerte beim Zweitligisten Adanaspor an. Auch hier fristete er eher ein Reservistendasein und beendete mit Saisonabschluss seine aktive Fußballspielerlaufbahn.

### Nationalmannschaft
Yıldırım wurde 1994 während seiner zweiten Saison bei Samsunspor das erste Mal in die Türkische U-21-Nationalmannschaft nominiert und absolvierte in zwei Jahren zwei Spiele für die U-21.
Sieben Jahre nach seiner Tätigkeit bei der U-21 wurde er in den Kader der zweiten Auswahl der Türkischen Nationalmannschaft nominiert und absolvierte für diese zwei Spiele.
2003 wurde er insgesamt zwölf Mal in den Kader der Türkischen Nationalmannschaft nominiert und absolvierte insgesamt vier Spiele. Unter anderem wurde er im Rahmen des FIFA-Konföderationen-Pokal 2003 vom damaligen Nationaltrainer Şenol Güneş in den Kader der türkischen Nationalmannschaft nominiert. Während des Turniers absolvierte er zwei Länderspiele und erreichte mit seiner Mannschaft zum Turnierende den 3. Platz.

## Trainerkarriere
Im Anschluss an seine Fußballspielerkarriere übernahm er beim Zweitligisten Mersin İdmanyurdu den Posten des Co-Trainers und assistierte dem Cheftrainer und seinem ehemaligen Mitspieler aus der Zeit bei Ankaragücu, Serhat Güller. Nachdem Güller bereits zur Rückrunde den Verein verlassen hatte, gab auch Yıldırım seine Stellung auf.
Zur Saison 2010/11 übernahm er den Drittligisten Körfez FK und betreut seither diesen Verein als Cheftrainer.
Im Frühjahr 2014 übernahm Yıldırım den Istanbuler Drittligisten Pendikspor. Mit diesem Verein spielte er zwei Spielzeiten lang um den Aufstieg mit, verfehlte diesen aber beide Male. Als Konsequenz verließ er zum Sommer 2015 den Istanbuler Verein. Zur nächsten Saison wurde er beim Ligarivalen Fethiyespor als neuer Cheftrainer eingestellt. Nach ausbleibendem Erfolg, verließ er diesen Verein zur nächsten Winterpause.
Zur Rückrunde der Saison 2015/16 übernahm er den Viertligisten Büyükşehir Belediye Erzurumspor. Diesen Klub führte er am vorletzten Spieltag der Saison 2015/16 vorzeitig zur die Meisterschaft der TFF 3. Lig und dadurch zum ersten Aufstieg der Vereinsgeschichte in die TFF 2. Lig.

## Erfolge

### Als Spieler
Galatasaray Istanbul
- Meister: 1999/00
- Pokalsieger: 1999/00
- Başbakanlık Kupası: 1997
- TSYD Kupası: 1999/00
- UEFA-Pokalsieger: 1999/00
- UEFA-Super-Cup-Sieger: 2000
- Viertelfinalist der UEFA Champions League: 2000/01

Beşiktaş Istanbul
- Türkischer Meister: 2002/03
- Viertelfinalist des UEFA-Pokals: 2002/03

Türkische Nationalmannschaft
- Dritter der FIFA-Konföderationen-Pokal (1): 2003

### Als Trainer
Büyükşehir Belediye Erzurumspor
- Meister der TFF 3. Lig und Aufstieg in die TFF 2. Lig: 2015/16